# Комаров Володимир Валентинович
Володимир Валентинович Комаров — український комік, актор, музикант, колишній учасник комік-трупи «Маски».

## Біографія
Володимир Комаров народився 29 лютого 1964 року в Центральній Україні (Кіровоградської обл.), однак незабаром його сім'я переїхала в Одесу.
В шкільні роки почав займатися пантомімою. Після закінчення середньої школи № 18 вступив у Одеський інститут харчової промисловості імені М. В. Ломоносова, де провчився один семестр. Наступні три роки служив матросом на Північному Флоті.
З 1985 до 1987 року працював актором Ансамблю пантоміми і клоунади «Маски» при Одеській обласній філармонії. З 1987 до 1989 року — актор Київського естрадного театру «Шарж». У 1989 році знову повернувся в Маски, де знімався в серіалах, художніх фільмах і працював на сцені до 2002 року.
В кінці 2002 року Комаров остаточно покинув Комік-трупа «Маски» і створив комік-дует «Одеколон» разом з Олексієм Агопьяном.
У 2005 році створив музичну групу «Д-ръ БрМенталь», в якій є солістом по теперішній час.
З 2018 року виступав, з Борисом Барських, як актор у виставі «Моцарт і Сольєрі».

## Фільмографія
- 1991 — Сім днів з російською красунею
- 1992-2006 — «Маски-шоу» (ТВ)
- 2004 — Настроювач
- 2007 — Прапорщик Шматко, або «Е-моє» — Коля
- 2008 — Посмішка Бога, або Чисто одеська історія — Алік
- 2008 — Сезон відкриттів — Вася
- 2013 — Іван Сила — рудий клоун

## «Д-ръ БрМенталь»
«Д-ръ БрМенталь» — музична група, організована Володимиром Комаровим в 2005 році, на виступах якої пісні чергуються зі сценічними номерами комедійного жанру. Група вперше виступила на сцені у вересні 2005 року під час щорічного Джаз-карнавалу в Одесі.
Стиль музики: рок-н-рол, блюз.
Склад групи:
- Володимир Комаров (вокал, акордеон)
- Євген Стоянов (гітара, вокал, автор пісень)
- Віталій Кацапуд (ударні)
- Олексій Бавраш (бас-гітара)

У квітні 2007 року група випустила дебютний альбом.

## Особисте життя
Володимир Валентинович професійно займається виготовлення курильних трубок та проводить екскурсії по місту Одеса.

## Сім'я
Має дочку, та онуку.